# Villetoureix
Villetoureix település Franciaországban, Dordogne megyében. Lakosainak száma 893 fő (2022. január 1.). Villetoureix Bertric-Burée, Celles, Saint-Méard-de-Drône, Ribérac és Allemans községekkel határos.

## Népesség
A település népessége az elmúlt években az alábbi módon változott:
| Lakosok száma | 677  | 750  | 779  | 823  | 889  | 904  | 906  | 921  | 912  | 893  |
|               | 1968 | 1982 | 1990 | 2006 | 2013 | 2015 | 2017 | 2019 | 2020 | 2022 |